# Sulaika Lindemann
Sulaika Lindemann (* 1991 in Wien) ist eine deutsche Schauspielerin indischer Herkunft.

## Leben
Sulaika Lindemann wurde in Wien geboren.
Nach ihrem Abitur absolvierte sie von 2010 bis 2013 ihre Schauspielausbildung an der Schule für Schauspiel Hamburg. Seither hat Lindemann als Schauspielerin in mehreren Fernsehserien, Werbespots und in Kurzfilmen mitgewirkt. In der Serie In aller Freundschaft wirkte sie im Jahr 2016 kurzzeitig als Krankenschwester Alia Jandali mit und hatte daraufhin mehrere Episodenrollen in Serien. Sie ist vereinzelt auch am Theater tätig.
Lindemann wohnt in Berlin. Neben ihrer Muttersprache Deutsch spricht sie auch fließend Englisch und Spanisch.

## Filmografie (Auswahl)
- 2016: In aller Freundschaft (Fernsehserie, 3 Folgen)
- 2017: Bad Cop – kriminell gut (Fernsehserie)
- 2017: Berlin Station (Fernsehserie)
- 2017: Dieter Not Unhappy
- 2017: Blind & Hässlich
- 2018: Jenny – echt gerecht (Fernsehserie)
- 2018: Bettys Diagnose (Fernsehserie)
- 2019: Die Spezialisten – Im Namen der Opfer (Fernsehserie)
- 2021: Gute Zeiten, schlechte Zeiten (Fernsehserie)
- 2022: SOKO Potsdam (Fernsehserie)